# Andreas Pol
Andreas Pol (Terneuzen, 5 augustus 1982) is een Nederlandse programmamaker en presentator.

## Carrière
Na het behalen van zijn doctoraal Theater-, Film- en Televisiewetenschap aan de Universiteit Utrecht ging hij werken bij PMG, een productiehuis voor televisieprogramma's, reclamefilms, webvideo's en socialmediacontent.
Daar werkte hij onder andere mee aan de programma's RTL Autowereld, RTL Transportwereld, Gek op Wielen, Wheels on 7, Nederland op Wielen, RTL Vaart, Wielerland, RTL Wintersport en Nuon Solar Challenge.
Sinds 2007 is hij een van de presentatoren van RTL Autowereld en sinds 2012 ook de voice-over van het programma.